# Флореста (Буэнос-Айрес)
Флореста (исп. Floresta) — один из районов Буэнос-Айреса. Его день рождения 29 августа в ознаменование даты в 1857 году, когда здесь начал ходить поезд La Porteña, получивший название La Floresta.

## Местоположение
Границы района устанавливает городской указ № 23 698 от 11 июня 1968 года с дополнениями, внесенными постановлением № 26 607 от 4 мая 1972 года. Район Флореста ограничен улицами Хуана Агустина Гарсии, Хоакина В. Гонсалеса, Авенида Гаона, Куэнка, Портела, Авенида Директорио, Мариано Акоста и Сегурола. Он граничит к северу с районом Монте-Кастро, Вилья-Санта-Рита на северо-востоке, на востоке Флорес, Парке Авельянеда на юго-западе, на западе Велес Сарсфилд. Район находится в коммуне 10.

## История района
В течение многих лет здесь были лагуны, сформированные потоком Мальдонадо и дождями, место характеризовалось хорошей рыбалкой. В 1857 году в этих краях прошла железная дорога Ferrocarril Oeste de Buenos Aires и появилась станция под названием Floresta. В 1888 году она изменила своё название на Vélez Sársfield. Из района идёт первая линия автобусов (коллективо) идущая к перекрёстку улиц Авенида Ривадавия и Лакарра. Автором этой линии, столь характерной для города Буэнос-Айрес, был Дон Мануэль Росендо 

### Топонимика
Название района — Флореста некоторые авторы считают в использовании этого слова.
В дни, когда район частично был окраиной Буэнос-Айреса и часть района лежала в пригороде Сан-Хосе-де-Флорес; это место было известно как "La Floresta", именно из-за обилия растительности, где росли различные растения, деревья и цветы (много деревьев, росло в непосредственной близости от потока Мальдонадо).
По другим данным он был назван так потому, в этом районе (в девятнадцатом веке был расположен в пригороде Буэнос-Айреса) было общественное место развлечений, под названием "El Kiosco de la Floresta", современные границы которого между улиц Байя Бланка и Хоакин Гонсалес. Здесь располагался бар, где выступали танцоры танго.
Когда в 1855 году началось строительство первой аргентинской железной дороги, было решено, что станция будет расположена на месте леса (в двух километрах от Сан-Хосе-де-Флорес); в целях создания инфраструктуры, создатели проекта, построили рядом со станцией небольшой ресторан, известный как "El Kiosco de la Floresta" (сегодня здания поднимаются с угла улиц Байя Бланка и Хоакин Гонсалес); Этот бар принадлежал г-ну Солдати. По вечерам и в выходные дни здесь проходили танцы.
Именно из этого небольшого здания железнодорожной станции "La Floresta", район получил своё название, для тех, кто путешествовал на поезде в западном направлении к городу Сан-Хосе-де-Флорес, поезд останавливался на станции, чтобы пассажиры провели время в баре "El Kiosco de la Floresta".

## Колыбель радио
Флореста является родиной радио в Буэнос-Айресе. Район стал местом рождения многих профессиональных и любительских радиостанций. Одна из них, появившаяся в 1925 году радиостанция LOZ Radio Sudamérica, начала вещание в одной из комнат дома Хамбергер, который до сих пор существует на улице Мерседес 284; в этом доме жил поэт, Бальдомеро Фернандес Морено. Кроме того в районе жили видные деятели сцены, такие как актеры Роберто Флоренсио Парравичини и Роберто Касаубон, певица Ада Фалькон, скрипач Леон Фонтова и гитарист Мария Луиза Анидо. Радиостанция передавала результаты чемпионата по боксу и все, что связано с аукционами по продаже домашних животных.

## Известные люди связанные с районом

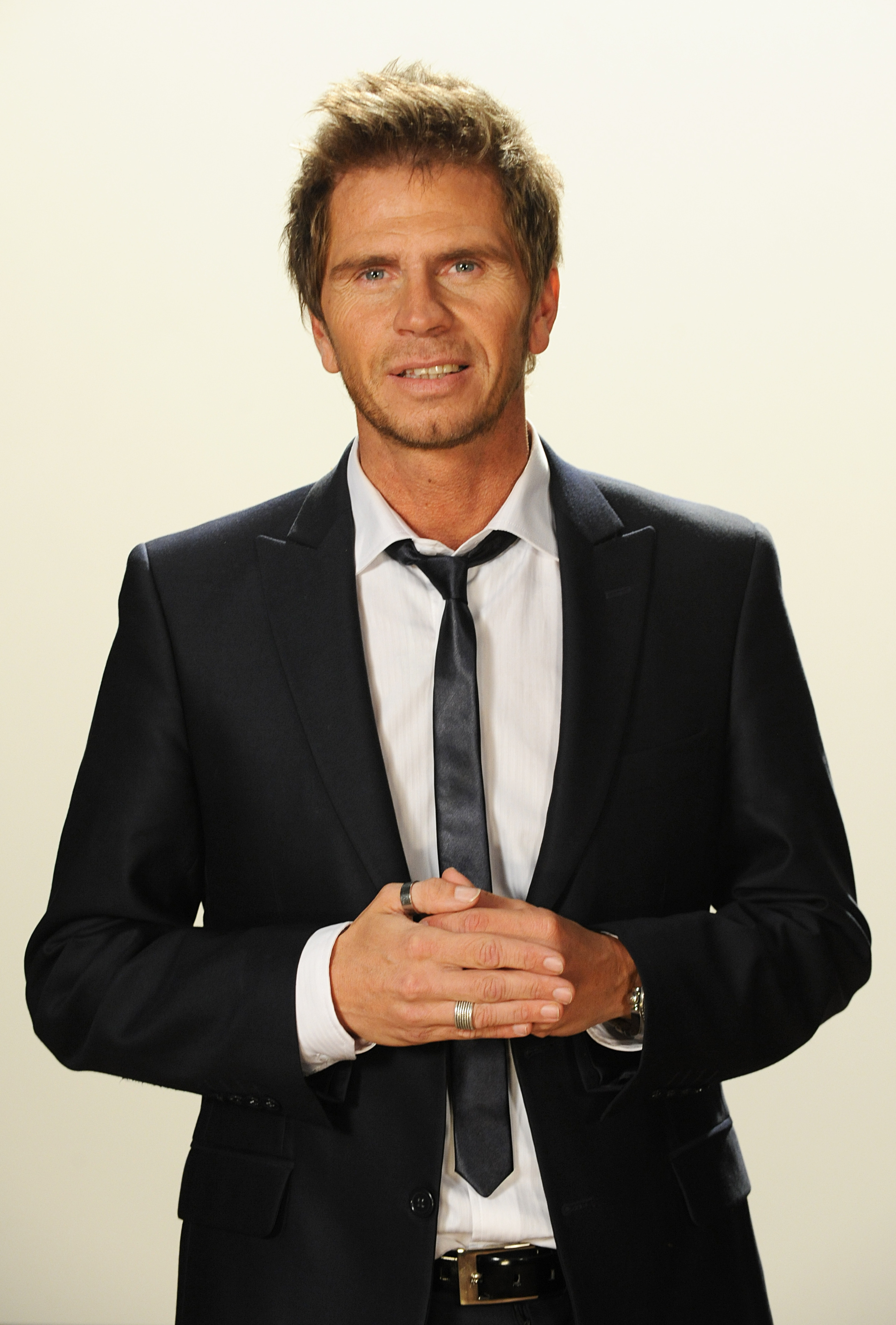
Себастьян Вигноло, игрок клуба Олл Бойз, Он прожил большую часть своей жизни в районе

- José Colangelo: Пианист, аранжировщик и композитор танго. Он родился на улице Доницетти. Некоторые из его работ: "Все мечты", "Имперская Гвардия", "Фортин Ноль".
- Робе́рто Арльт: аргентинский писатель и журналист.
- Gabino Ezeiza (payador): жил на улице Azul 92.
- Dr. Fernández Moreno (врач): Он был одним из почетных жителей района, отец поэта Бальдомеро Фернандес Морено.
- Hermanos Fresedo: Популярные музыканты сформировали оркестр, который позже стал очень известен; Они начали выступать в кафе Полин, расположенное по адресу проспект Авенида Сан-Мартин.
- Ferruccio Cattelani: на улице Чивилкой 453 жил скрипач, который преподавал музыку в Sociedad Italiana.
- Eduardo Gudiño Kieffer (писатель) : в своем романе под названием Это то, почему я так сильно её любил описывает площадь Велес Сарсфилд.
- Óscar Hermes Villoldo: Этот писатель также использовал район в своих книгах.
- Elías Cárpena: Также писал о Флоресте.
- Mich Amed: актер и ведущий на ТВ. Он родился и жил до 1980 года на углу Морон и Санабрия.
- Mariano Peluffo: телеведущий.
- Elizabeth Vernaci: ведущая на радио.
- Хуанита Ларраури: певица танго, политик, сенатор Аргентины.

## Основные улицы, знаменитые места

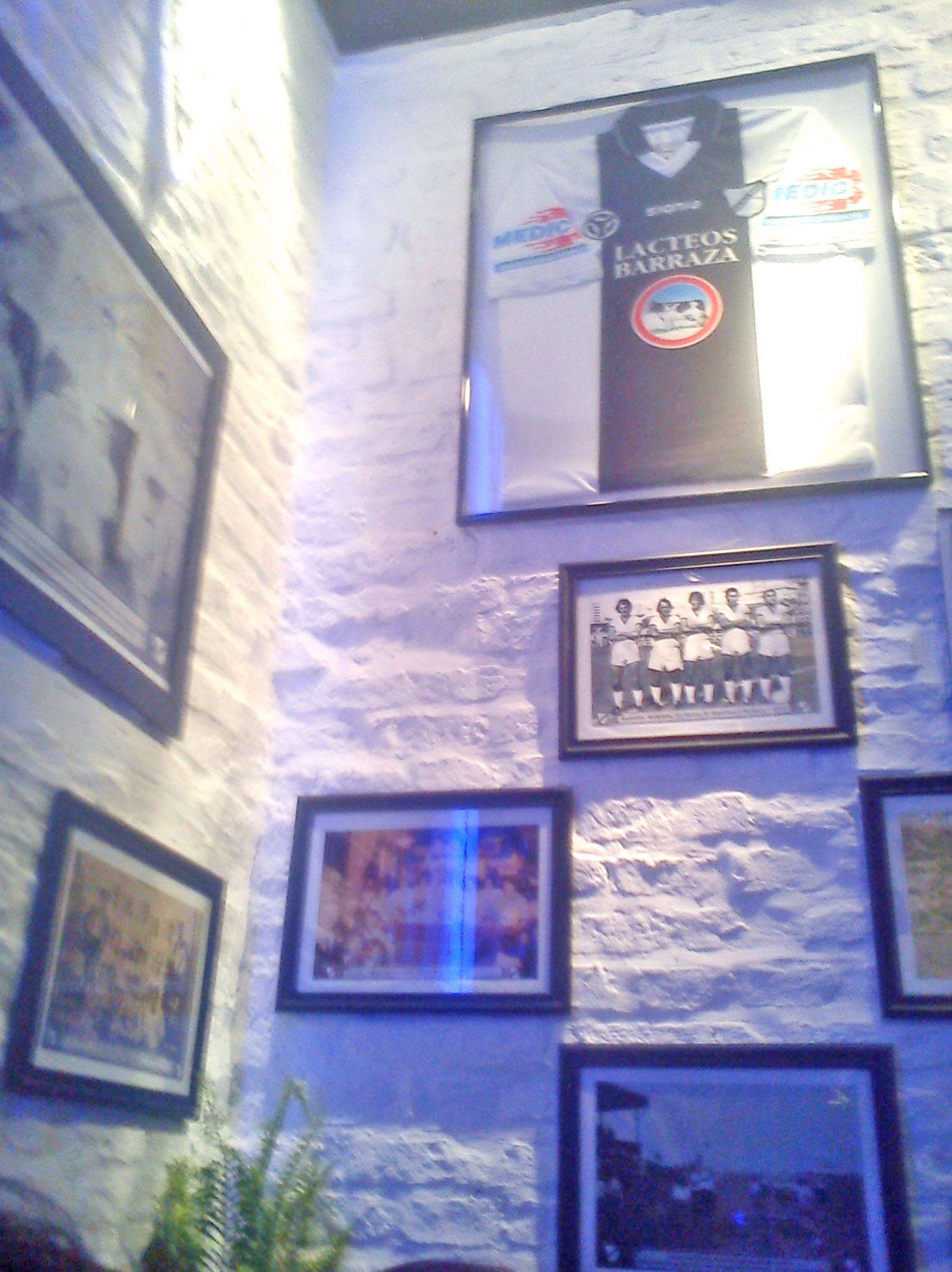
Портреты в Restaurante All Boys

- Авенида Ривадавия - Несколько жилых зданий и магазинов, специализирующихся на продаже мебели и антиквариата. Здесь расположены несколько кафе (работающие от полуночи до позднего утра) очень популярные в выходные дни у местной молодежи. Один из этих клубов был ранее кинотеатром Феникс расположен на углу этого проспекта с улицей Пергамино. В Феникс в пятницу собирались исключительно геи и лесбиянки, где прошёл знаменитый фестиваль Плоп.
- Авенида Хуан Баутиста Альберди - тихая улица с магазинами, продающими все виды смесителей, унитазы и т.д. Этот проспект использован на протяжении многих лет в канадском сериале.
- Угол Авенида Ривадавия и улицы Пергамино - здесь располагался Цирк Флореста, который в течение многих лет развлекал местных жителей. Тогда возникла большая группа любителей цирка, которая теперь исчезла. К счастью архитектура здания сохранилась как свидетельство прошлого.
- На западе Буэнос-Айреса многие улицы, параллельные, пересекающие Флоресту; например улицы Мерседес и Сегурола. Улицы, пересекают железнодорожную дорогу, в одном квартале от станции. В месте пересечения (по отношению к Ривадавия) в небольшом здании расположены два этажа в итальянском стиле.
- Улица Bacacay между Сан Николас и Баия-Бланка расположено много зданий различных архитектурных стилей, которые составляют большое общественное наследие города.

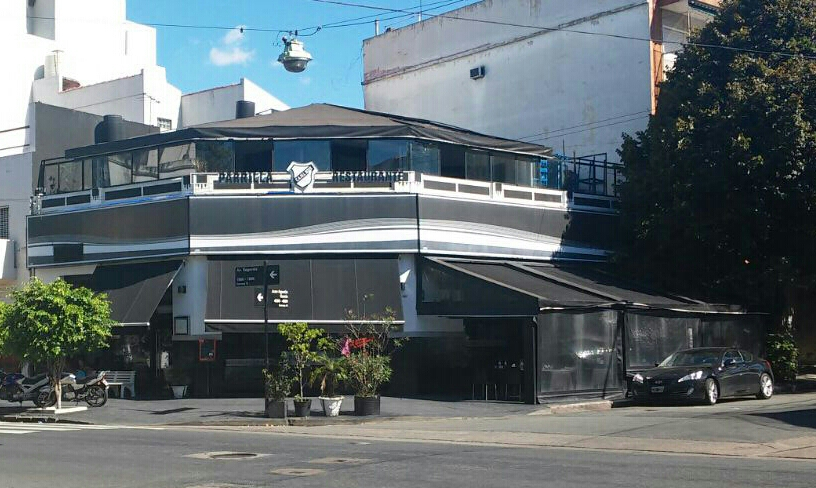
Restaurante All Boys

- La fábrica "La Morocha" на углу проспекта Авенида Авельянеда и улицы Мерседес. Это был один из первых заводов в Буэнос-Айресе, основанный Хуаном Касагранде 13 декабря 1913.
- Тематический ресторан Олл Бойз на углу улиц Сегурола и Хуан Гарсия. Здесь вы можете попробовать отличные блюда в гриле и специальные блюда для детей, а также детская площадка на втором этаже. Ресторан отличает особенно привлекательный декор, который показывает историю клуба Олл Бойз, играющего в национальном чемпионата[4].

## Клубы

### Клуб Атлетико Олл Бойс
Это спортивный институт, представляющий район и самую престижную футбольную коммуну 10, играет в Втором дивизионе Аргентины и в настоящее время находится в районе Монте-Кастро районе на Авенида Альварес 4100, со штаб-квартирой и футбольным стадионом ,
Первая идея основать футбольный клуб в районе Флореста появилась в середине 1912 года, в доме г-на Висенте Цинкотта расположенного по адресу 4158 по улице Богота между Сегурола и Белен. Через несколько дней после формирования клуб переехал в дом братьев Bonanni, находящийся между улиц: Гойя, Bacacay, Богота и Белен. 15 марта 1913 года клуб получил название Олл Бойз Спортивный клуб, по старой английской традиции.

### Регби-клуб
Создан 3 сентября 2005 года.
Занятие проходят в парке Авельянеда.

## Библиотеки, культурные центры
- Библиотека Hilario Ascasubi: 9.953 volúmenes, General César Díaz
- Культурный центр Baldomero Fernández Moreno
- Культурный центр Yukio Mishima
- Revista "Floresta y Su Mundo"

## Площади и памятники
- Пласа Велес Сарсфилд: является исторической площадью города, создана еще в 1880 году находится между улицами Баия-Бланка, Chivilcoy, Богота и Авенида Авельянеда. Создан законопроект, который планирует изменить название площади с Велес Сарсфилд на "Герои Мальвин".
- Пласа Сьюдад де Удине: на углу улиц Сервантес, Chivilcoy, Мерседес и Камаронес.
- Polideportivo Pomar: расположен на пересечении улиц Мерседес, Сезар Диас, Камаронес и Chivilcoy.